# Унаї Мельгоса
Унаї Мельгоса Соррілья (ісп. Unai Melgosa Zorrilla, нар. 11 січня 1976, Більбао, Країна Басків, Іспанія) — іспанський футбольний тренер.

## Біографія
Народився 11 січня 1976 року в Більбао. Першим професійним клубом у його кар'єрі був місцевий «Атлетік», де він працював із молодими футболістами, відповідаючи за їхню психологічну підготовку.
Мельгоса провів в «Атлетику» 7 років (з 2004 по 2011), а потім вирушив до «Малаги», очоливши там департамент психології. Щоправда, вже через рік він повернувся до «Атлетика» і пропрацював там ще два сезони, після чого остаточно розпрощався з командою.
З 2015 по 2017 роки був тренером юнацької команди київського «Динамо» (U-19). Серед його вихованців були майбутні основні гравці «біло-синіх» — Микола Шапаренко, Олександр Тимчик та Володимир Шепелєв.
З 2017 по 2019 рік працював у катарській Академії Aspire, а у березні 2019 року увійшов до тренерського штабу Сергія Реброва в угорському «Ференцвароші». Згодом разом із Ребровим працював у еміратському «Аль-Айні».
Після того, як 7 червні 2023 року Сергій Ребров очолив національну збірну України, Мельгоса увійшов у його штаб, а вже 25 липня 2023 року за ініціативи Реброва іспанський фахівець став головним тренером молодіжної збірної України.